# Huis Saksen-Coburg en Gotha
Het huis Saksen-Coburg en Gotha (Saksen-Coburg-Gotha) is een van oorsprong Duitse dynastie waarvan leden over verschillende Europese landen heersten.
De dynastie ontstond uit het hertogelijke huis Saksen-Coburg-Saalfeld (uit het huis Wettin), dat in 1826 het dubbelhertogdom Saksen-Coburg en Gotha in bezit kreeg. Telgen uit dit geslacht kregen in de 19e eeuw verschillende andere landen in handen.

## België

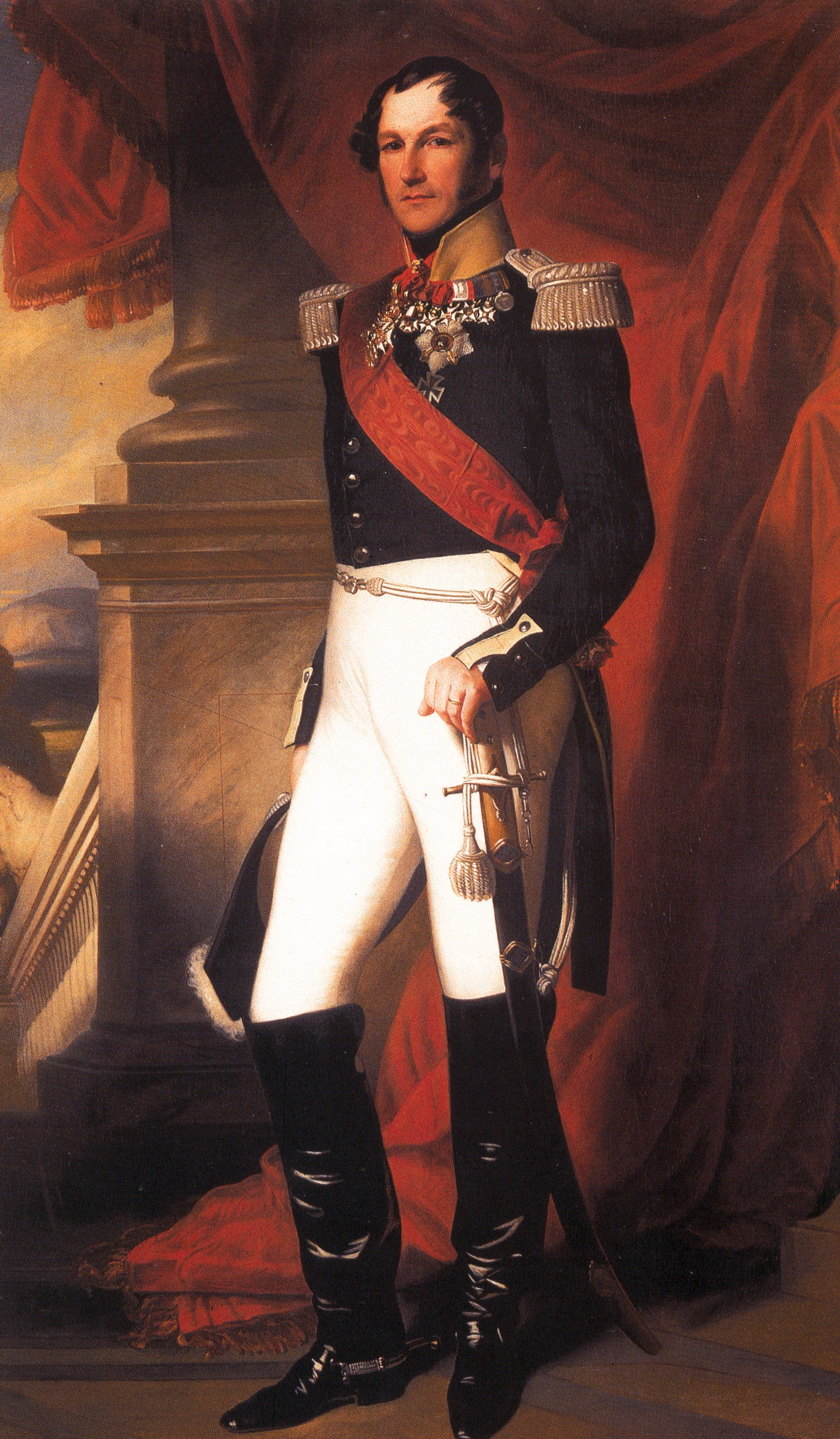
Leopold I, prins van Saksen-Coburg Saalfeld; de eerste koning der Belgen

Toen België in 1830 onafhankelijk werd moest er een koning worden gevonden. Uiteindelijk vond men de jongere broer van hertog Ernst I van Saksen-Coburg-Gotha, Leopold, bereid de kroon te aanvaarden. Hij legde op 21 juli 1831 de eed af als koning Leopold I.
In 1920 besloot koning Albert I de titel hertog van Saksen en de familienaam Saksen-Coburg-Gotha niet meer te gebruiken vanwege de wandaden die Duitse troepen in de Eerste Wereldoorlog in België hadden gepleegd. Het Belgische koninklijk huis heet sindsdien officieus van België.
- 1831-1865: Leopold I
- 1865-1909: Leopold II
- 1909-1934: Albert I
- 1934-1951: Leopold III
- 1951-1993: Boudewijn
- 1993-2013: Albert II
- 2013-heden: Filip

## Portugal

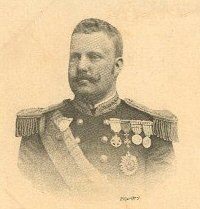
Karel van Portugal

Op 1 januari 1836 trouwde Ernsts neef Ferdinand met koningin Maria II van Bragança en werd zo Ferdinand II van Portugal. Zo ontstond een Portugese linie van het Huis Bragança-Saksen-Coburg en Gotha, zijn nakomelingen hebben tot 1910, toen de monarchie werd opgeheven, onder de naam Saksen-Coburg en Gotha op de troon gezeten.
- 1853-1861: Peter V
- 1861-1889: Lodewijk I
- 1889-1908: Karel I
- 1908-1910: Emanuel II

## Verenigd Koninkrijk

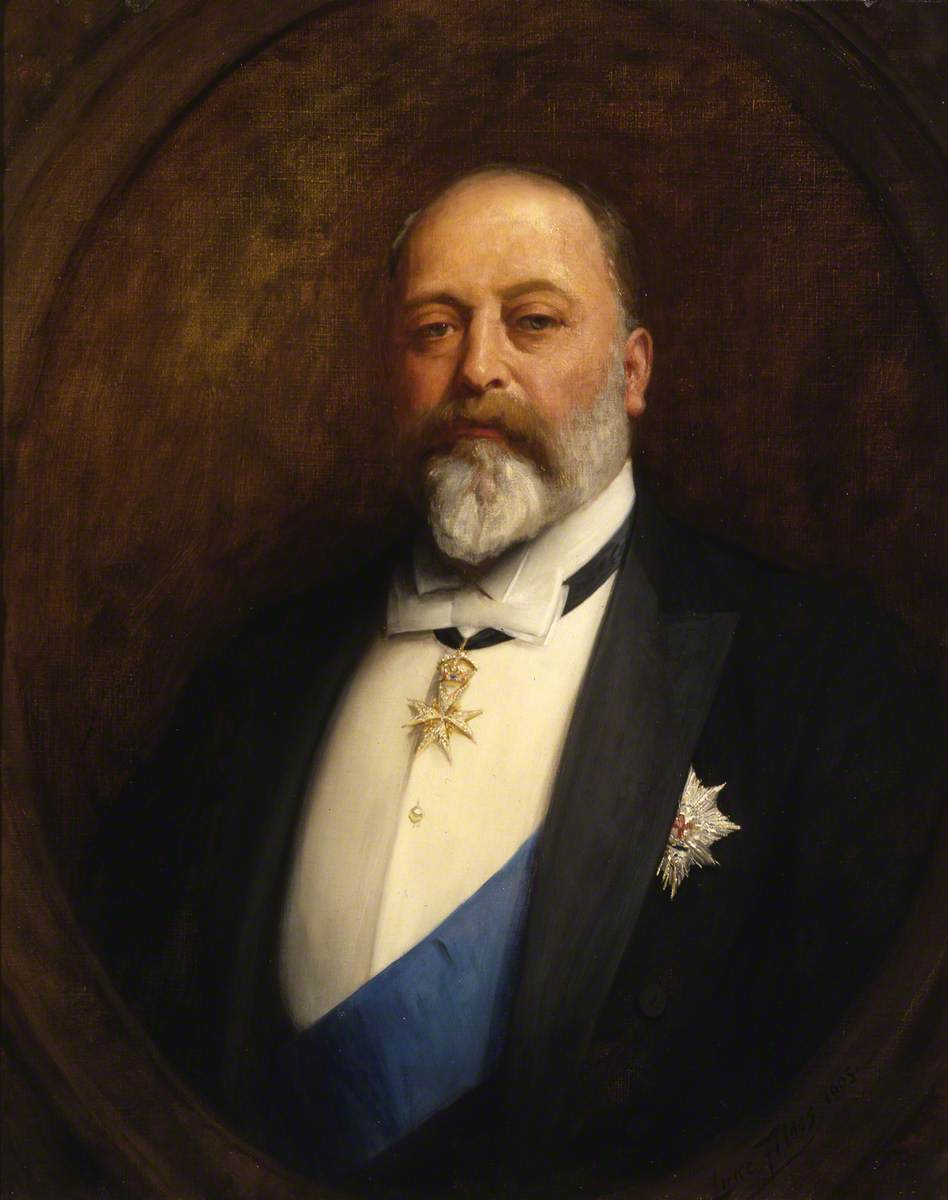
Edward VII van het Verenigd Koninkrijk

De zoon van hertog Ernst I, Albert, trouwde op 10 februari 1840 met koningin Victoria van het Verenigd Koninkrijk. Victoria zelf was de dochter van Victoria van Saksen-Coburgh Saalfeld, een zus van Ernst I. Victoria en Albert waren dus volle neef en nicht. Het Engelse koninklijk huis heette officieel Saksen-Coburg-Gotha vanaf 1901, toen hun zoon Edward VII op de troon kwam. In 1917 veranderde koning George V de naam in Windsor.
- 1901-1910: Edward VII
- 1910-1917/36: George V

## Bulgarije
Een ander lid van de familie, Ferdinand van Saksen-Coburg-Gotha-Koháry, werd na het aftreden van vorst Alexander I van Bulgarije op 7 juli 1887 prins en later koning van Bulgarije. De laatste koning, Simeon II (geboren op 16 juni 1937), draagt eveneens Saksen-Coburg-Gotha (Bulgaars: Sakskoburggotski) als achternaam en was van 2001 tot 2005 premier van Bulgarije.
- 1887-1918: Ferdinand
- 1918-1943: Boris III
- 1943-1946: Simeon II

## Saksen-Coburg en Gotha
- 1826-1844: Ernst I
- 1844-1893: Ernst II
- 1893-1900: Alfred
- 1900-1918: Karel Eduard

Ernst I stierf in 1844 en werd opgevolgd door zijn zoon Ernst II. In 1893 stierf Ernst II kinderloos en de troon zou eigenlijk overgaan op de prins van Wales (de latere Edward VII). Eduard zag echter af van zijn recht op de hertogelijke troon en deed deze toekomen aan zijn jongere broer Alfred, hertog van Edinburgh.
Alfreds enige zoon, eveneens Alfred geheten, pleegde in 1899 zelfmoord. Toen Alfred een jaar later stierf werd hij opgevolgd door zijn neef Karel Eduard, zoon van zijn broer Leopold en kleinzoon van koningin Victoria. In 1918 kwam een einde aan het hertogdom, toen de monarchie in Duitsland werd opgeheven ten gevolge van de Duitse revolutie. De adel die met het koningshuis verbonden was, werd gedwongen afstand te doen van haar titels en eigendommen.